# Station Kamisakaemachi
Station Kamisakaemachi (上栄町駅, Kamisakaemachi-eki) is een spoorwegstation in de Japanse stad Ōtsu. Het wordt aangedaan door de Keishin-lijn. Het station heeft twee sporen, gelegen aan twee zijperrons.

## Treindienst

### Keihan
| 1 | ■ Keishin-lijn | richting Biwako-hamaotsu                  |
| 2 | ■ Keishin-lijn | richting Keihan Yamashina en Sanjō Keihan |

## Geschiedenis
Het station werd in 1912 onder de naam Nagarakōenshimo geopend. In 1959 kreeg het station de huidige naam.

## Stationsomgeving
- Station Ōtsu aan de Biwako-lijn
- Nagara-park
- Mitsuhashi Setsuko-museum
- Ōtsu Rode Kruis-ziekenhuis
- Autoweg 161

(Tōzai-lijn) <<Misasagi · Keihan Yamashina · Shinomiya · Oiwake · Ōtani · Kamisakaemachi · Hamaōtsu